# Углицкий 63-й пехотный полк
63-й пехотный Углицкий полк — пехотная воинская часть Русской императорской армии. С 1819 года входил в состав 16-й пехотной дивизии.

## Места дислокации
1771 — Лемзаль, Лифляндская губерния. Полк входил в состав Лифляндской дивизии. 
1820 — Калязин Тверской губернии, второй батальон — в Слободско-Украинской губернии, при поселенной 2-й уланской дивизии.
1903 — 1914 — Соколка, Гродненская губерния.
В 1913 году отряд расквартирован в г. Белосток.

## История полка
- 10 марта 1708 года по указу Петра I из гренадерских рот Псковского, Московского, Казанского, Устюжского, Сибирского, Новгородского и Каргопольского пехотных полков был образован 1-й гренадерский Бильса полк, переименованный в 1727 году в Угличский пехотный.
- 19.05.1724 — гренадерский фон Гагена полк.
- 10.05.1725 — пехотный фон Гагена полк.
- 16.02.1727 — 1-й Ярославский полк.
- 06.11.1727 — Углицкий пехотный полк.
- 1757—1762 — участие в Семилетней войне, в том числе в осаде Мемеля.
- 25.04.1762 — пехотный генерал-майора Сиверса полк.
- 06.07.1762 — Углицкий пехотный полк.
- 25.05.1790 — выделена гренадерская рота на формирование Фанагорийского гренадерского полка
- 29.11.1796 — Углицкий мушкетерский полк.
- 31.10.1798 — мушкетерский генерал-майора Коновницына полк.
- 02.11.1798 — мушкетерский генерал-майора барона Корфа полк.
- 20.02.1801 — мушкетерский генерал-майора барона Герздорфа полк.
- 31.03.1801 — Углицкий мушкетерский полк.
- 14.06.1806 — полк вошел в состав вновь сформированной 14-й дивизии.
- 1806 — 1807 гг. — в составе этой же дивизии полк участвовал в Русско-прусско-французской войне, в частности, в сражениях под Прейсиш-Эйлау, Гуттштадтом, Гейльсбергом и Фридландом.
- 24.05.1807 — в бою при с. Шарник полк взял в плен французского генерала, нескольких офицеров и свыше 200 рядовых.
- 22.02.1811 — Углицкий пехотный полк.
- 28.01.1826 — пехотный генерала от инфантерии графа фон дер Остен-Сакена полк.
- 22.08.1826 — пехотный генерал-фельдмаршала графа фон дер Остен-Сакена полк.
- 08.11.1832 — пехотный фельдмаршала князя Сакена полк.
- 28.01.1833 — присоединен 25-й егерский полк и назван егерским фельдмаршала князя Сакена полком.
- 26.04.1837 — Углицкий егерский полк.
- 1854—1855 — Крымская война
- 20.09.1854 — участие в Альминском сражении
- 17.04.1856 — Углицкий пехотный полк.
- 25.03.1864 — 63-й пехотный Углицкий полк.
- 25.03.1891 — 63-й пехотный Углицкий генерал-фельдмаршала Апраксина полк.

Отличился при обороне Севастополя в 1854—1855 годах (за что получил Георгиевское полковое знамя), а также в сражении при Шейново во время русско-турецкой войны 1877—1878.
Участник Первой мировой войны, в частности, Журавненской операции 1915 г.

## Знаки отличия
1. Полковое знамя Георгиевское с надписями: «За Севастополь в 1854 и 1855 годах» и «1708—1908». С Александровской юбилейной лентой. Высочайший приказ от 1.10.1908 г.
2. Серебряные трубы с надписью: «За отличие при поражении и изгнании неприятеля из пределов России в 1812 году». Пожалованы 13.04.1813 г. 25-му егерскому полку.
3. Знаки на головные уборы с надписью: «За отличие в сражении при Шейново 28 Декабря 1877 года». Пожалованы 17.06.1878 г.

## Шефы
- 25.04.1762 — 05.07.1762 — генерал-майор Сиверс, Иоахим Христианович
- 03.12.1796 — 19.12.1796 — генерал-майор Бердяев, Николай Михайлович
- 19.12.1796 — 12.03.1798 — генерал-майор князь Долгорукий, Павел Васильевич
- 12.03.1798 — 02.11.1798 — генерал-майор Коновницын, Пётр Петрович
- 02.11.1798 — 20.02.1800 — генерал-майор Корф, Николай Фёдорович
- 20.02.1800 — 23.07.1813[~ 2] — генерал-майор барон Герцдорф, Карл Максимович
- 28.01.1826 — 26.04.1837 — генерал от инфантерии (с 22.08.1826 генерал-фельдмаршал) граф (с 08.11.1832 князь) фон дер Остен-Сакен, Фабиан Вильгельмович

## Командиры
(Командующий в дореволюционной терминологии означал временно исполняющего обязанности начальника или командира).
- 10.03.1708 — 29.07.1708 — полковник Бильс, Денис Яковлевич
- 29.07.1708 — 08.08.1710 — полковник (с 1709 бригадир) де Бук, Ефим Христианович
- хх.хх.1710 — 10.07.1711[~ 3] — командующий подполковник барон Леинрот (Рот), Андрей Петрович
- 10.07.1711 — 31.12.1712 — генерал-майор фон Бон, Герман Иванович
  - 10.07.1711 — 31.12.1712 — командующий подполковник Фрезер, Александр Романович
- 31.12.1712 — 25.05.1717 — полковник (с 1715 бригадир) фон Менгден, Иван Алексеевич
- 25.05.1717 — 07.03.1722 — полковник Бильс, Денис Яковлевич
- 07.03.1722/19.05.1724 — после 22.12.1726 — полковник фон Гаген, Георгий Арен-Рейх (Эренрейх)
- после 22.12.1726 — хх.хх.1735 — полковник де Адельсдорф, Георгий Генрих
- 01.09.1736 —24.02.1738 — полковник Чириков, Илья Фёдорович
- хх.хх.1738 — хх.хх.1739 — полковник Данилов, Илларион Иванович (Родион)
- хх.02.1739 — хх.хх.1740 — полковник Воронин, Василий
- 14.04.1740 — хх.хх.1743 — генерал-майор фон Брадке (Братке), Генрих Николай
- 16.03.1743 — 18.10.1747 — полковник Протасов, Иван Матвеевич
- 01.01.1748 — 25.12.1755 — полковник князь Тенишев, Василий Борисович
- 25.12.1755 — хх.хх.1761 — полковник фон Нумерс, Густав
- 15.02.1761 — хх.06.1761 — полковник князь Прозоровский, Александр Александрович
- хх.хх.1761 — хх.хх.1763 — полковник Гревс, Томас
- 17.04.1763 — 22.12.1769 — полковник барон фон Будберг, Людвиг Отто
- 01.01.1770 — хх.хх.1773 — полковник Лобри (Лобрий), Пётр
- 17.03.1774 — 22.09.1779 — полковник (с 01.01.1779 бригадир) Потапов, Устин Сергеевич
- 22.09.1779 — 14.07.1788 — полковник (с 01.01.1787 бригадир) де Ласси, Мориц-Борис Петрович
- 14.07.1788 — хх.хх.1791 — полковник князь Волконский, Николай Алексеевич
- хх.хх.1791 — хх.хх.1792 — полковник Бардаков, Пётр Григорьевич
- 05.04.1792 — 12.08.1798 — полковник Стоянов, Иван Михайлович
- 12.08.1798 — 19.10.1799 — подполковник (с 20.08.1798 полковник) барон Игельстром, Егор Астафьевич (Георгий Евстафьевич)
- 04.12.1799 — 07.02.1800 — полковник Дренякин, Иван Тимофеевич
- 13.03.1800 — 06.04.1802 — подполковник князь Ураков, Иван Афанасьевич
- 06.04.1802 — 10.11.1802 — полковник Румянцев, Пётр Сергеевич
- 10.11.1802 — 29.08.1805 — полковник Семёнов, Михаил Николаевич
- 14.11.1805 — 08.03.1806 — полковник Семёнов, Михаил Николаевич
- 03.05.1806 — 18.10.1808 — полковник князь Ураков, Иван Афанасьевич
- 28.11.1808 — 19.10.1810 — полковник Денисьев, Пётр Васильевич
- 23.06.1811 — 13.01.1812 — майор Карпов, Михаил Иванович
- 17.02.1812 — 27.08.1816 — майор Андреев, Яков Андреевич
- 27.08.1816 — 16.12.1817 — полковник Квашнин-Самарин, Владимир Иванович
- 16.12.1817 — 02.10.1827 — подполковник (с 08.06.1818 полковник) Дитмар, Егор Леонтьевич
- 19.10.1827 — 02.03.1843[~ 4] — подполковник (с 01.03.1833 полковник) Никитин, Иосиф Евдокимович
- 25.03.1843 — 28.07.1844 — полковник (с 08.09.1843 генерал-майор) Кобелев, Павел Денисович
- 15.08.1844 — 28.10.1854 — полковник (с 30.03.1852 генерал-майор) Славин, Василий Тимофеевич
- 06.12.1854 — 20.10.1869 — подполковник (с 30.08.1855 полковник) Попов, Михаил Герасимович
- 23.10.1869 — 10.09.1877 — полковник Томиловский, Пётр Петрович
- 10.09.1877 — 18.02.1878 — полковник Панютин, Всеволод Фёдорович
- 18.02.1878 — 12.02.1880[~ 5] — полковник Мосцевой, Николай Иванович
- 12.02.1880 — 04.02.1886 — полковник Гец, Дмитрий Николаевич
- 27.03.1886 — 20.11.1889 — полковник фон Рибен, Викко-Мориц-Карл Гансович
- 27.11.1889 — 14.10.1892 — полковник Барановский, Валентин Михайлович
- 14.10.1892 — 26.02.1894 — полковник Сендецкий, Василий Иванович
- 03.03.1894 — 13.10.1900 — полковник барон фон Функ, Максимилиан Вильгельмович
- 13.10.1900 — 22.03.1902 — полковник Диаталович, Павел Иосифович
- 26.04.1902 — 12.11.1907 — полковник Казин, Дмитрий Нилович
- 12.11.1907 — 18.04.1908 — полковник Бицютко, Константин Яковлевич
- 08.05.1908 — 04.09.1909 — полковник Линда, Константин Павлович
- 21.09.1909 — 19.06.1910 — полковник Войнилович, Оттон Людвигович
- 19.06.1910 — 07.09.1912 — полковник Синицын, Яков Яковлевич
- 07.09.1912 — 16.10.1914 — полковник Туров, Павел Николаевич
- 22.10.1914 — 26.06.1915 — полковник Богдасаров, Николай Микиртичевич
- 16.07.1915 — 10.11.1916 — полковник (с 18.07.1916 генерал-майор) Белоусов, Иван Максимович
  - 30.08.1915 — 03.09.1915 — командующий полковник Черлениовский, Павел Онуфриевич[5]
- 21.12.1916 — 08.05.1917 — полковник Клименко, Виктор Иванович
- 19.05.1917 — 16.09.1917 — полковник Соколов, Владимир Корнилович
- 02.10.1917 — после 03.11.1917 — полковник Кибичев, Абдур Кадырович

## Известные люди, служившие в полку
- Тишин, Василий Григорьевич (1775—1852), русский генерал, участник Отечественной войны 1812 года.
- Удом, Иван Фёдорович (1768—1821), российский командир эпохи наполеоновских войн, генерал-майор.
- Тургенев, Алексей Романович (ум. 1777), участник русско-турецкой войны 1735—1739 годов.

## Памятник в Болгарии

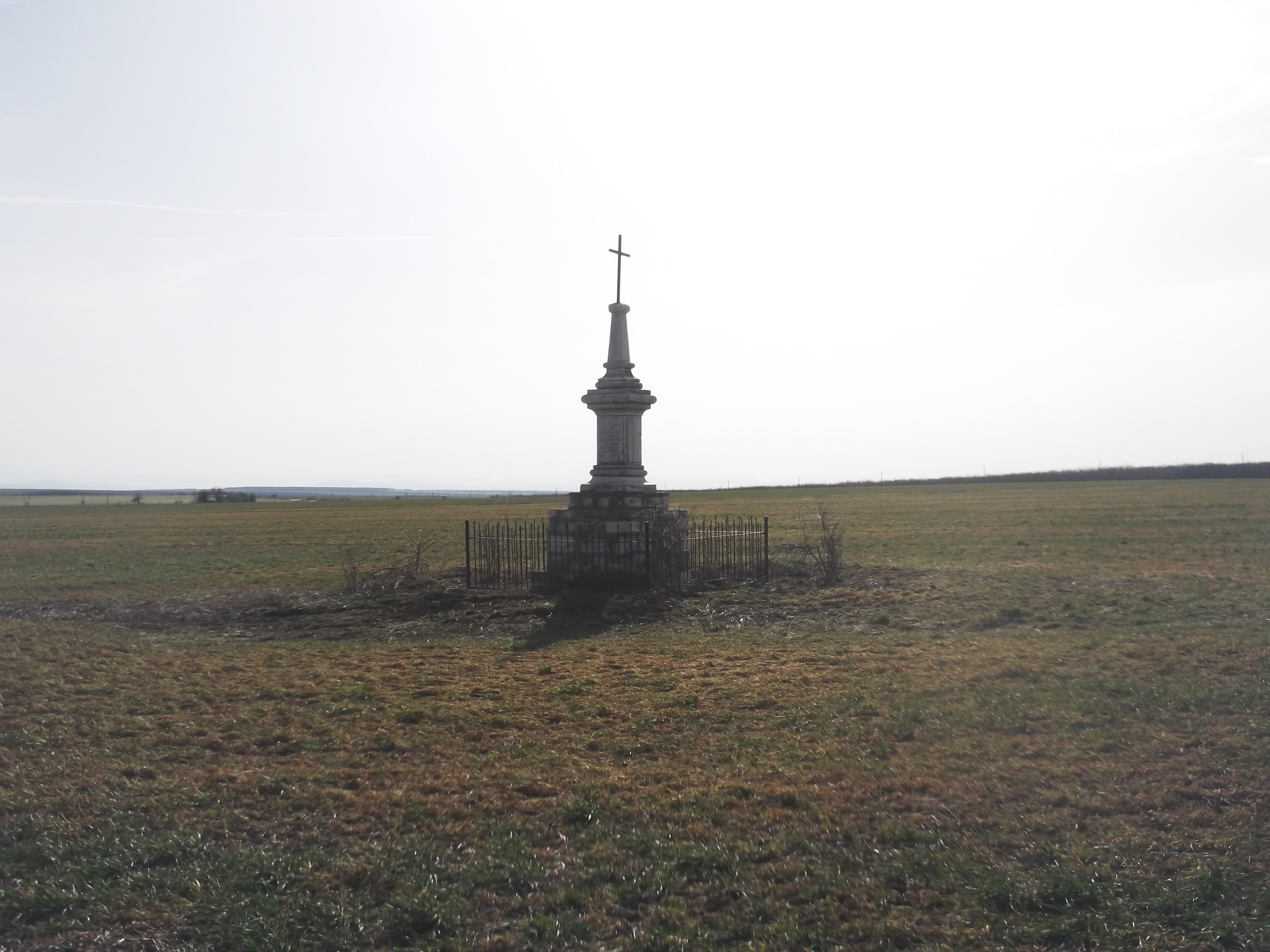
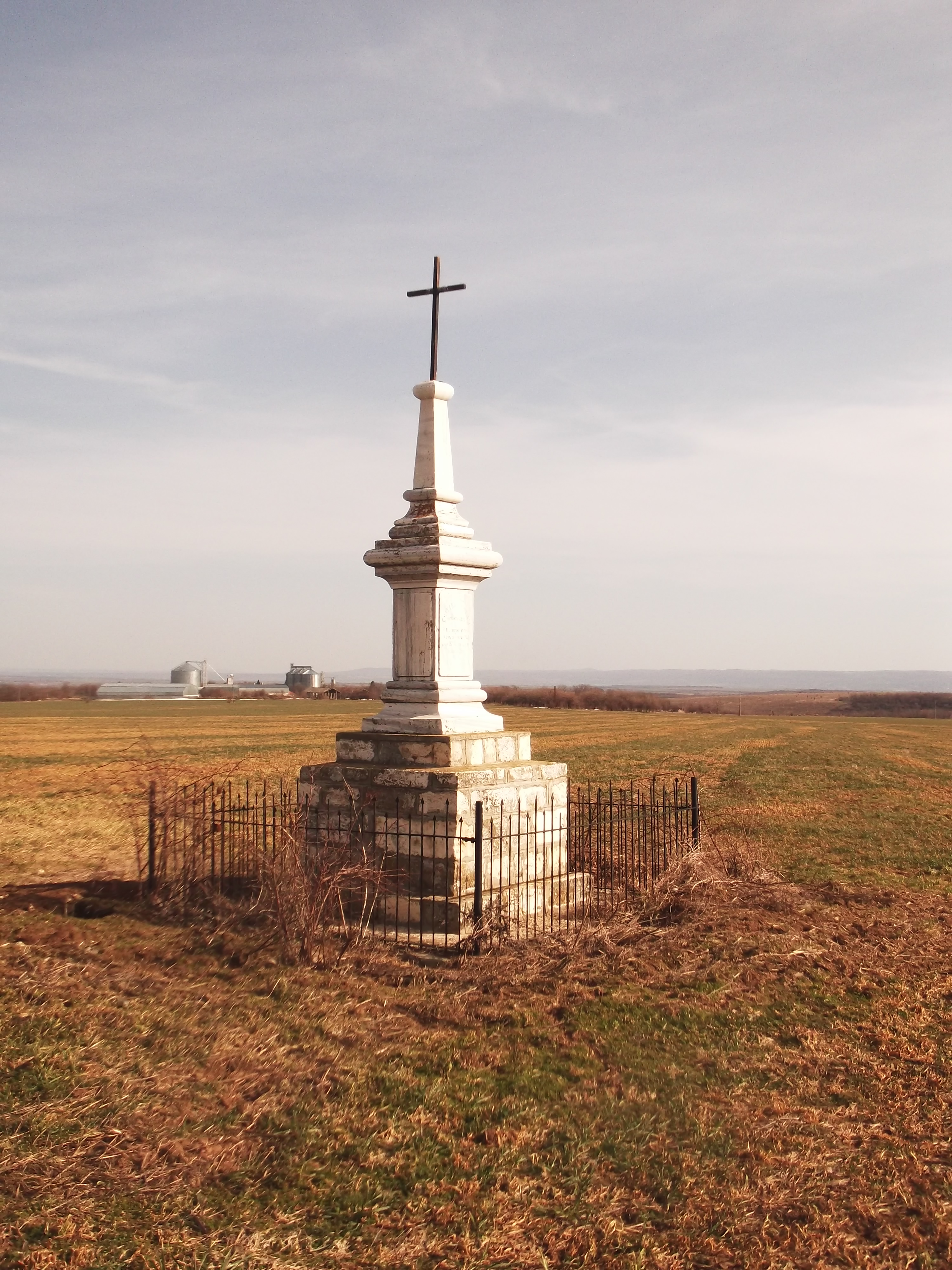
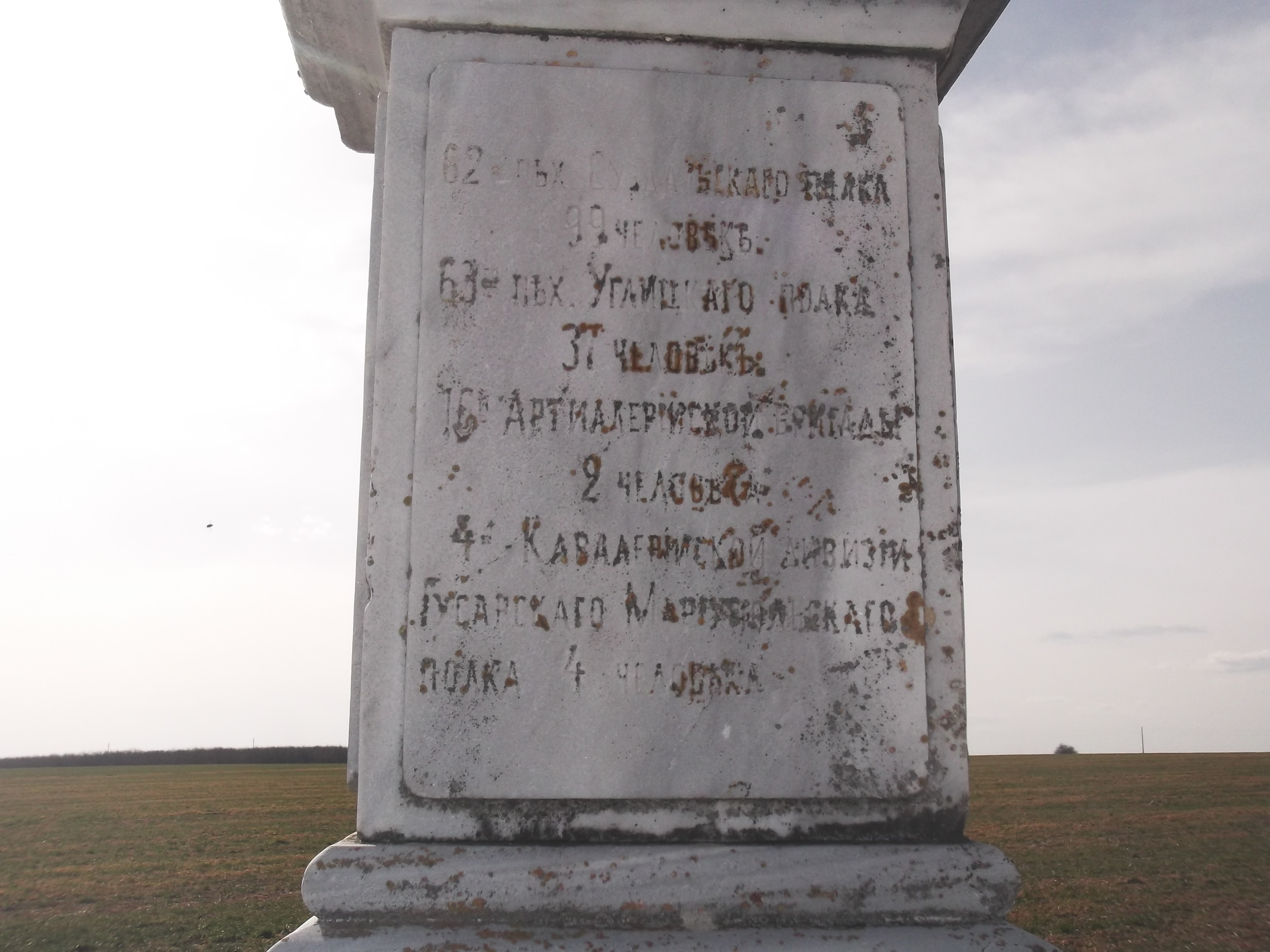
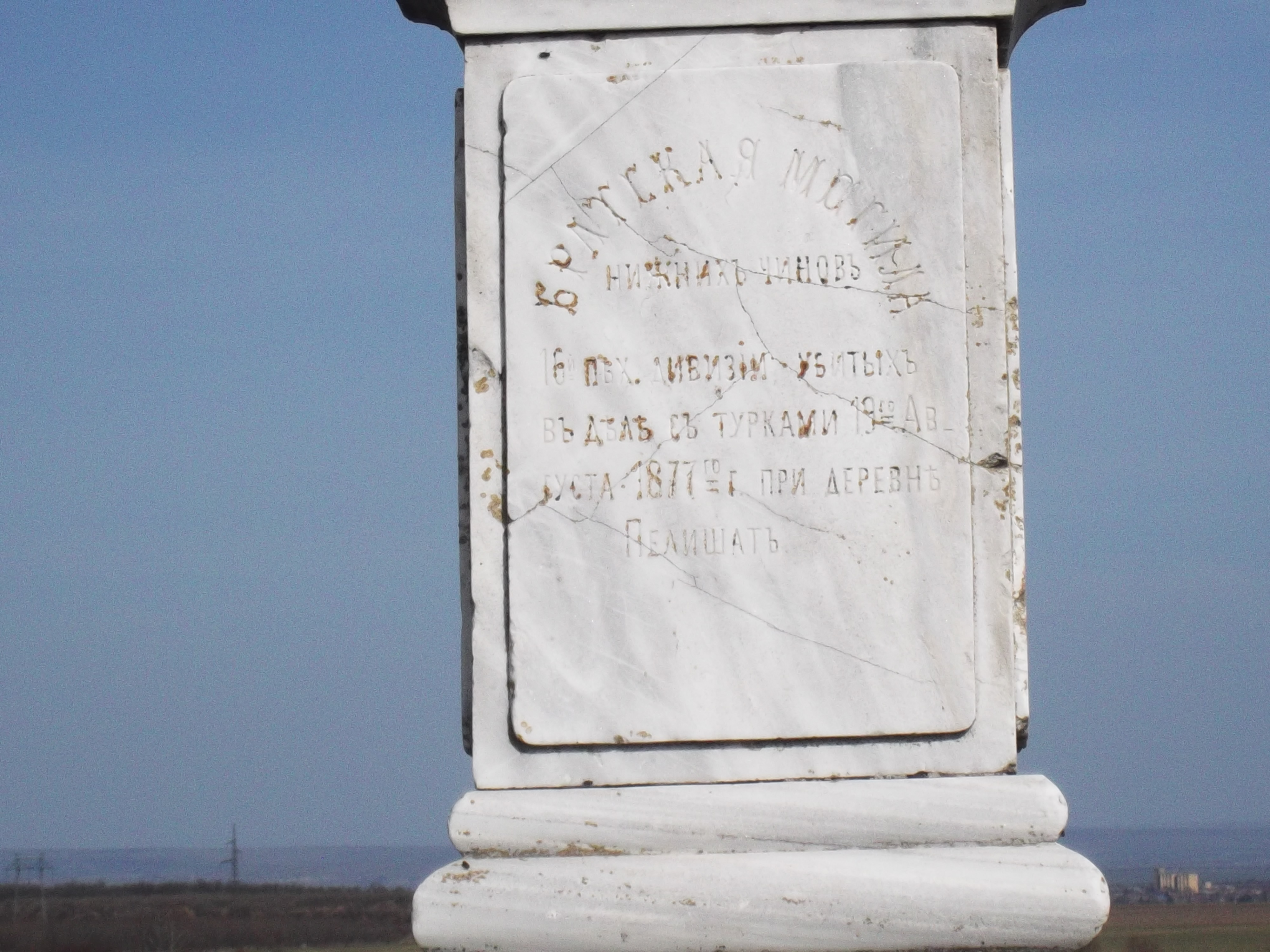
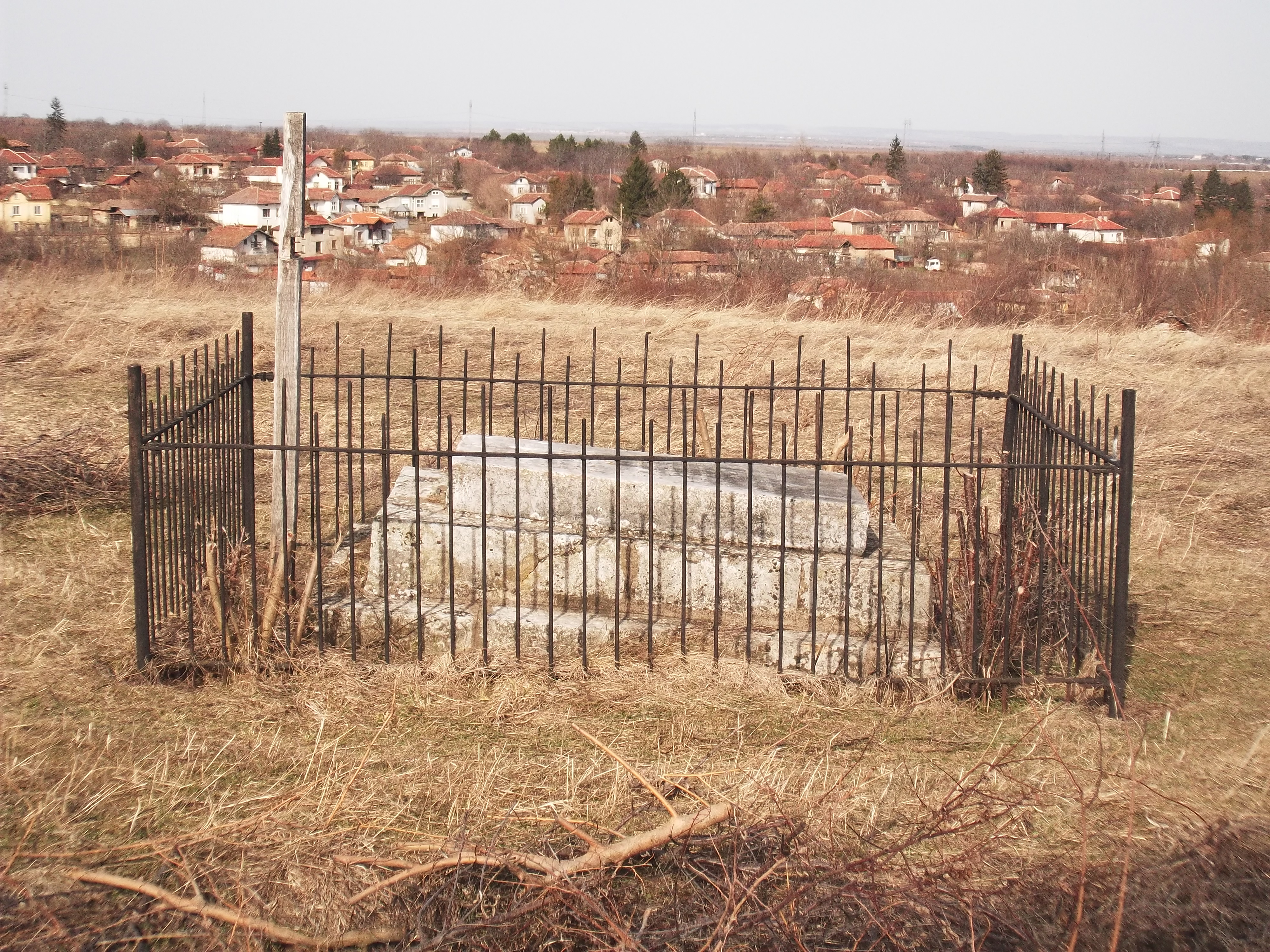
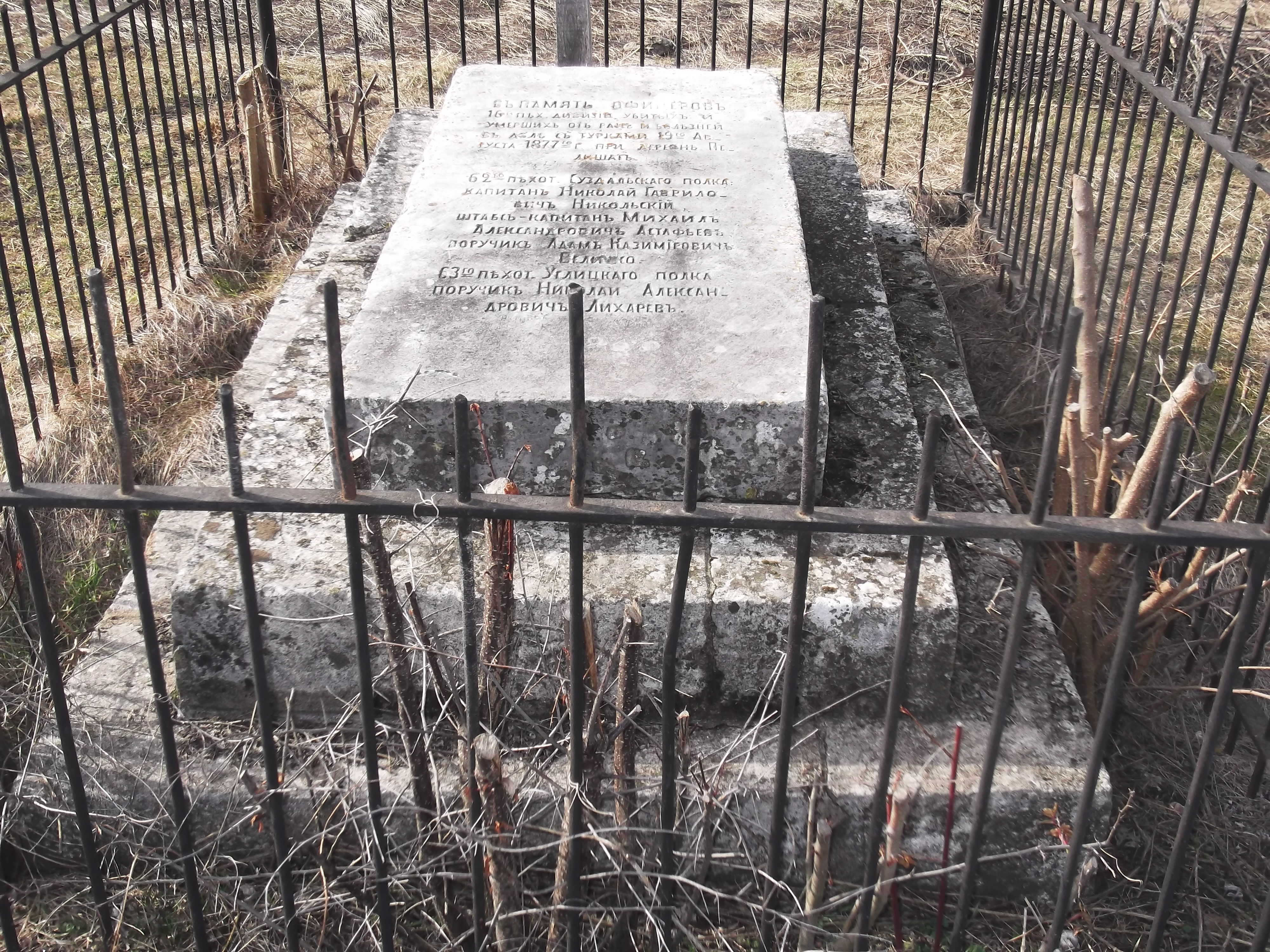
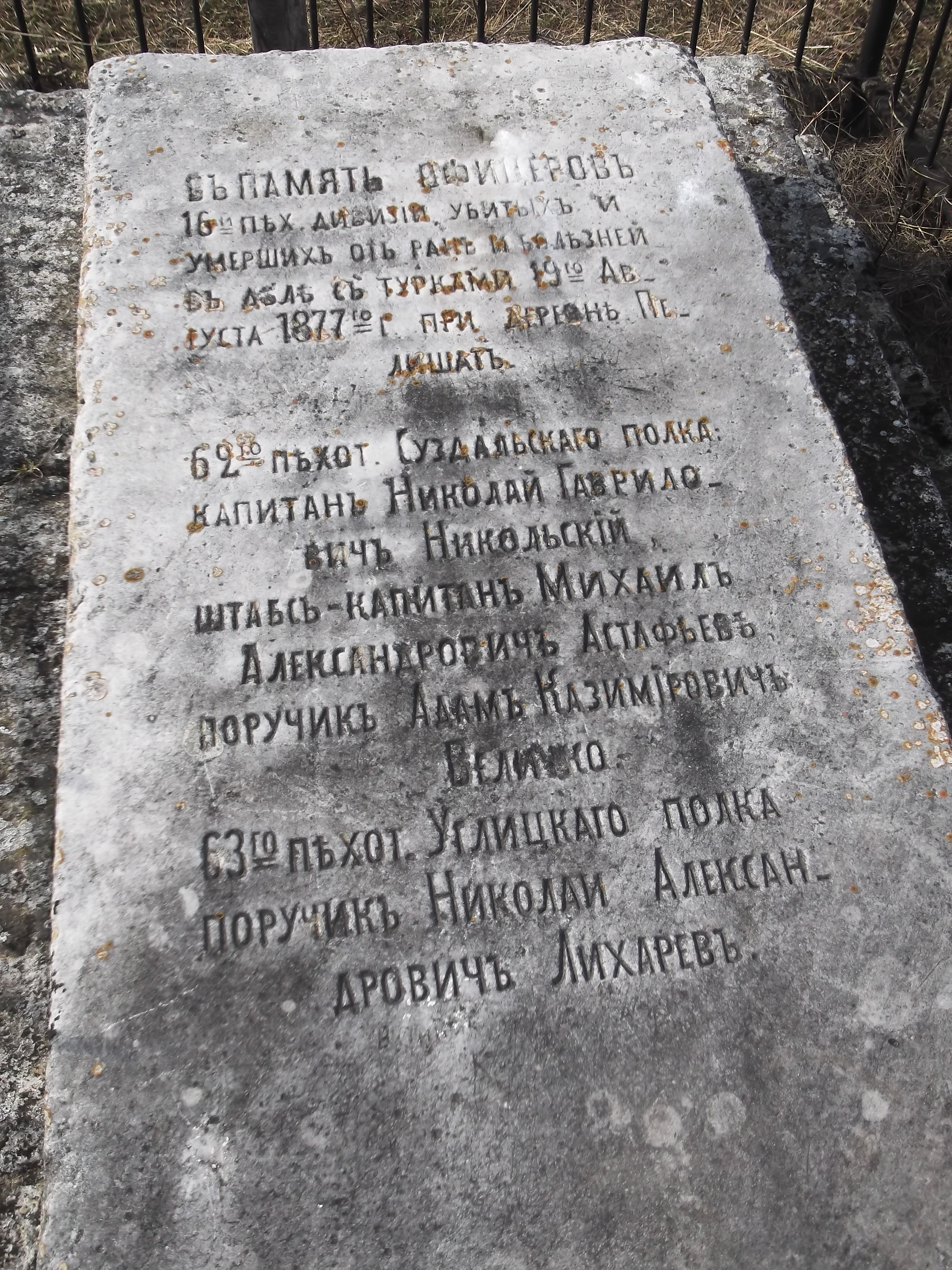
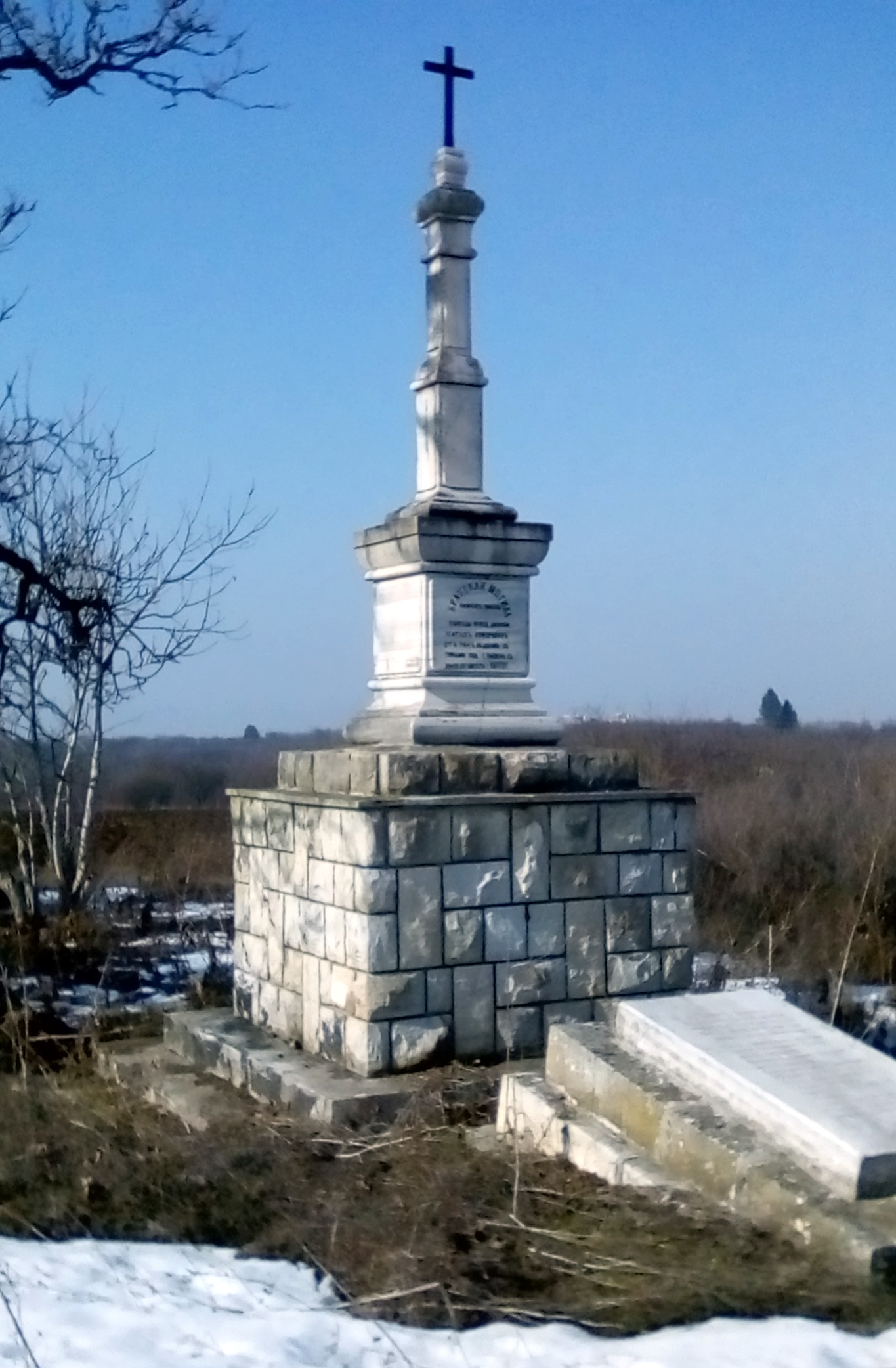
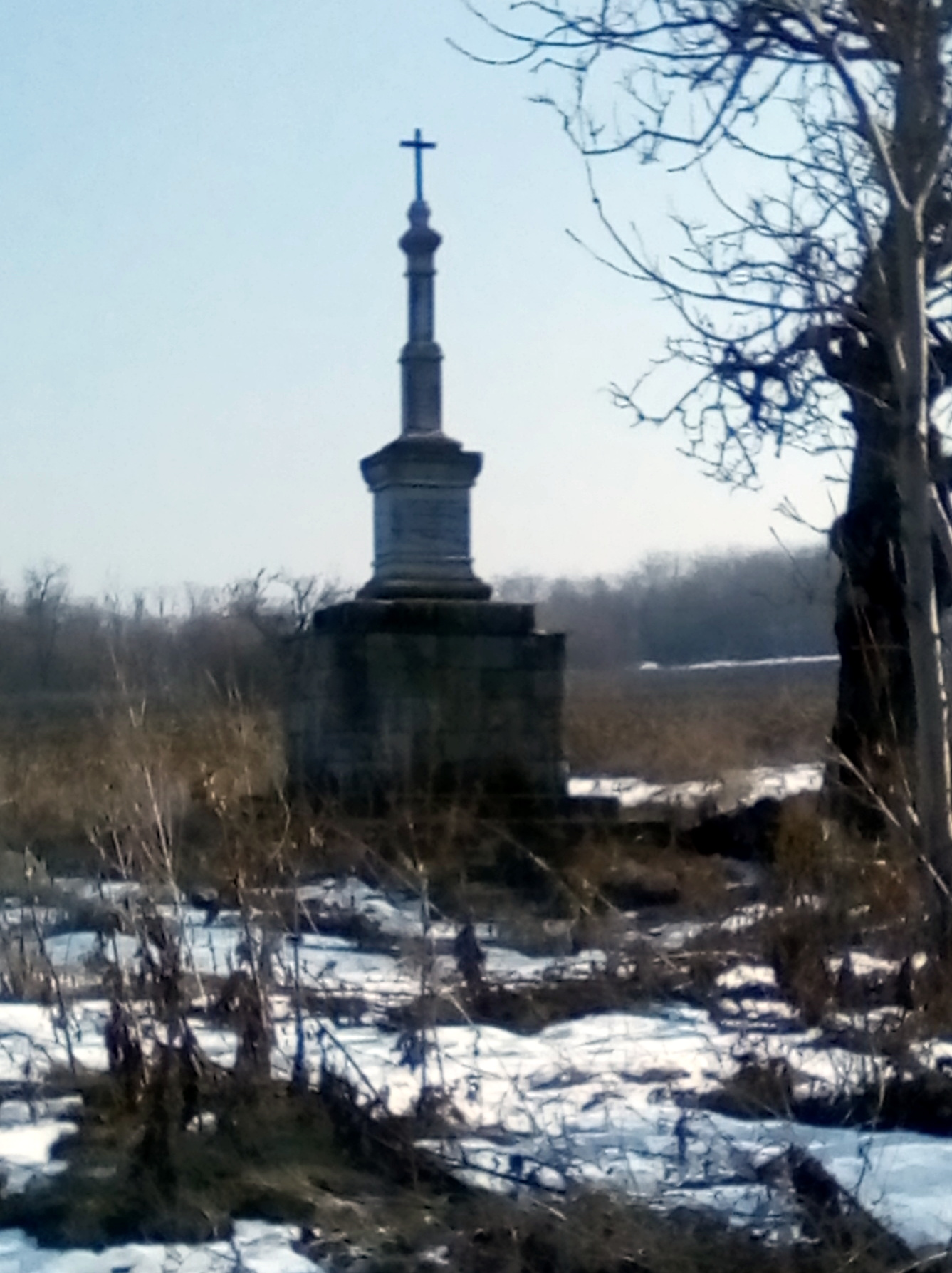
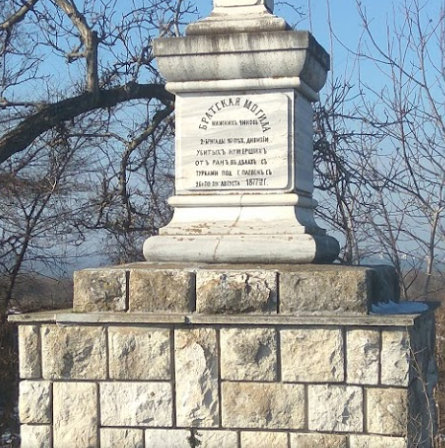
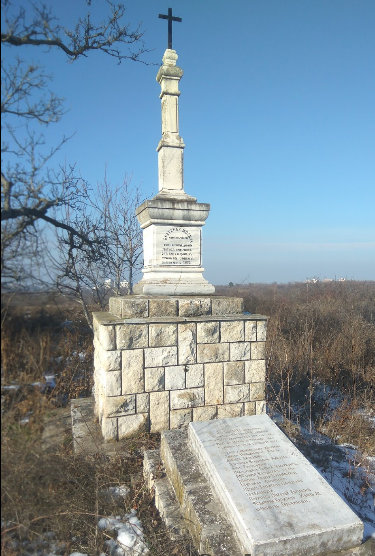
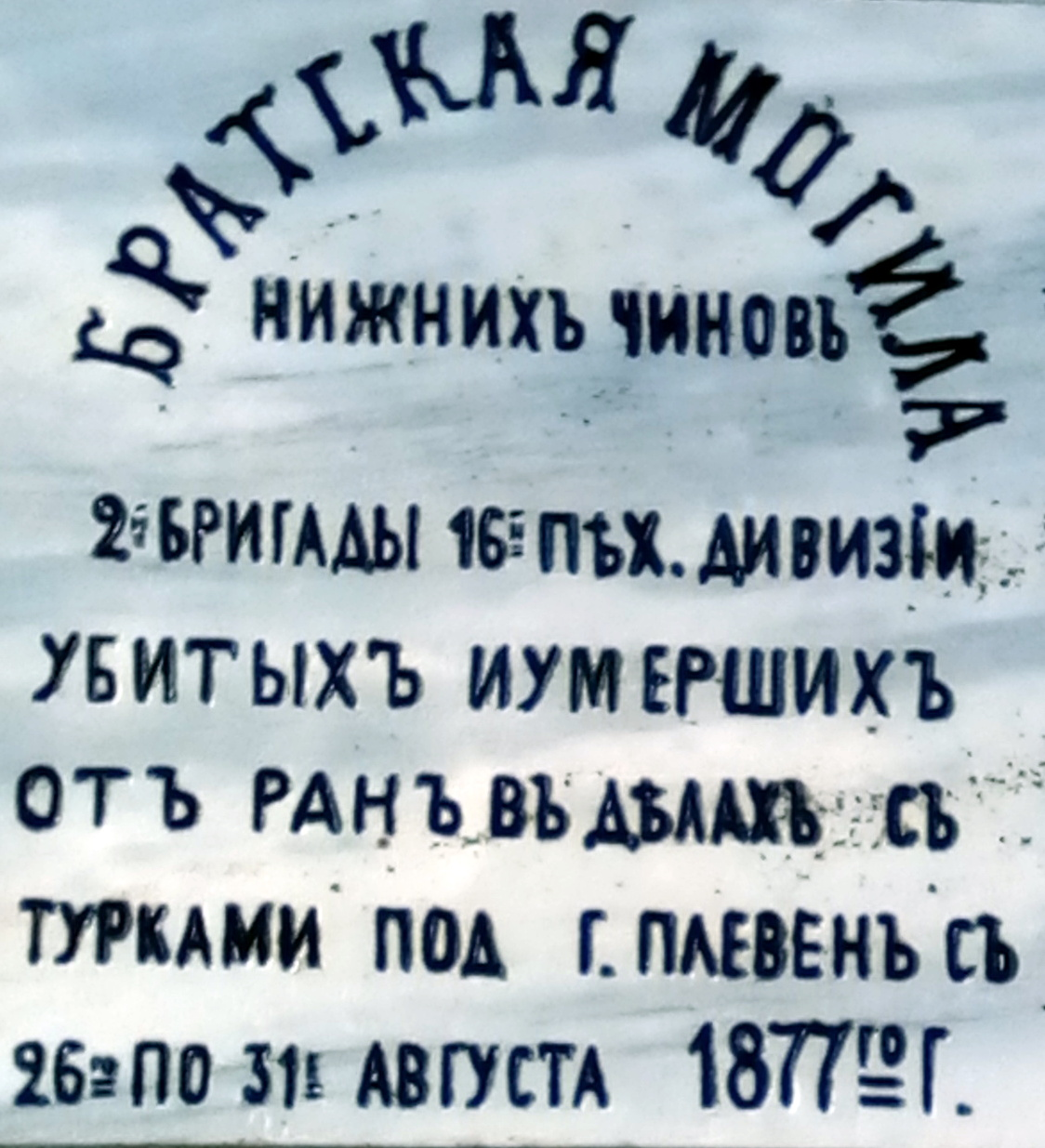
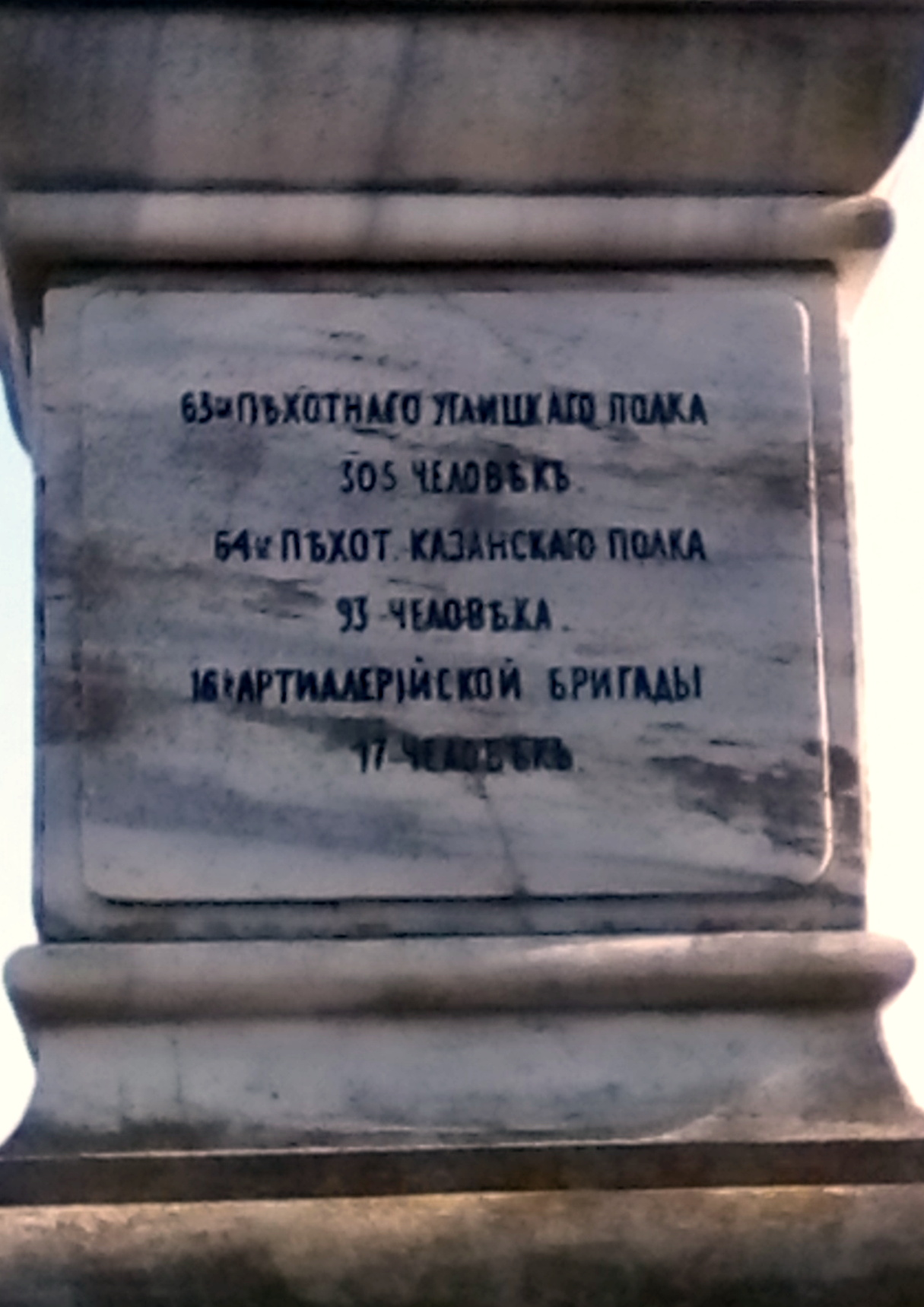
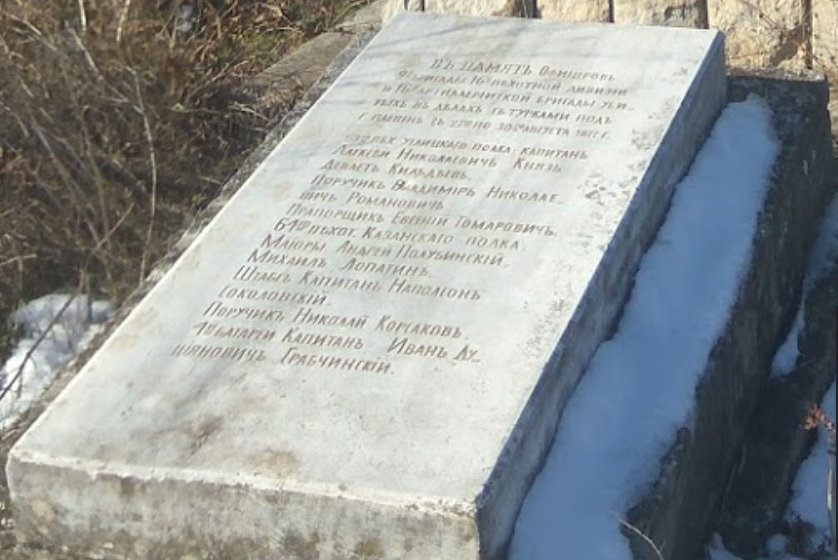
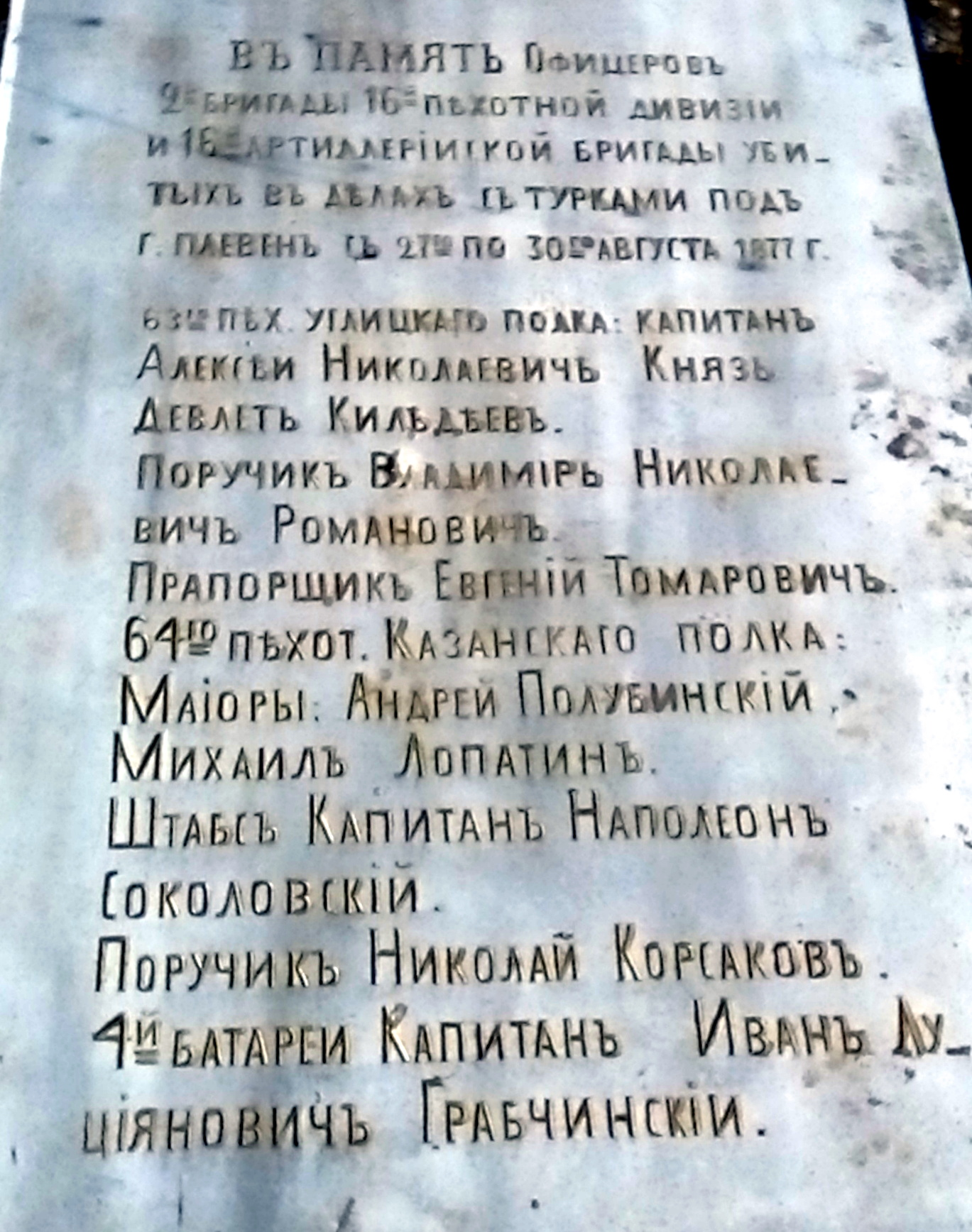

## Комментарии
1. ↑  В 1819 г. именовалась 8-й пехотной дивизией.
2. ↑  Умер в должности. Высочайшим приказом от 22.09.1813 исключен из списков умершим.
3. ↑  Убит в бою в ходе Прутского похода.
4. ↑  Умер в должности. Высочайшим приказом от 14.03.1843 исключен из списков умершим.
5. ↑  Умер в должности. Высочайшим приказом от 12.02.1880 исключен из списков умершим.

Источники
1. ↑  Список Воинскому департаменту, и находящимся в штате при войске, в полках гвардии и в артиллерии, генералитету и штаб офицерам : На 1771 год. — СПб., 1771. — С. 161.
2. ↑  Высочайшие приказы о чинах военных с 1 января по 20 августа 1820. — СПб., 1821. — С. 256.
3. 1 2  Углицкий 63-й пехотный полк @ surnameindex.info. Дата обращения: 23 мая 2020. Архивировано 23 мая 2020 года.
4. ↑  Журавненское сражение 24 мая – 2 июня 1915 г. - неизвестная битва за Днестр. btgv.ru. Дата обращения: 19 июля 2023.
5. ↑  Приложения по журналу военных действий 63-го пехотного Углицкого полка с 1 августа по 30 сентября 1915 года :: Исторические документы :: Первая мировая война. gwar.mil.ru. Дата обращения: 16 марта 2020. Архивировано 8 июня 2023 года.